# X display manager
X display manager je v grafickém systému X Window System proces, který umožňuje přihlášení uživatele z lokálního počítače nebo přes počítačovou síť. Zobrazí uživateli grafickou přihlašovací obrazovku, do které se vkládá uživatelské jméno a heslo. V případě úspěšné autentizace je zahájeno sezení (session), ve kterém jsou uživateli spuštěny programy, pomocí kterých je vytvořeno grafické uživatelské rozhraní. Zobrazení probíhá prostřednictvím X serveru, který ovládá grafickou kartu počítače.
V případě lokální funkce je X display manager ekvivalentem sady programů, které zajišťují přihlášení v textovém prostředí na znakových terminálech (programy init, getty a login). V případě síťového spojení zastupuje funkci programů telnet a telnet server.
X11R3 (třetí vydání X Window System) uvedlo X display manager v říjnu 1988 s cílem podpořit samostatnost X terminálů. Od té doby se objevila řada různých variant display managerů. V X11R4 byl v prosinci 1989 představen X Display Manager Control Protocol  (XDMCP), který řešil problémy v implementaci X11R3.

## Místní a vzdálené připojení
Display manager může běžet jak na stejném počítači, u kterého uživatel sedí, tak na vzdáleném počítači. V prvním případě startuje display manager jeden nebo více X serverů, zobrazuje přihlašovací obrazovku při startu a (podle nastavení) pokaždé po uživatelově odhlášení. Ve druhém případě pracuje display manager obdobně, avšak vzájemná komunikace mezi X serverem a display managerem je přenášena po počítačové síti pomocí protokolu XDMCP.

V prostředí X Window System běží X server na počítači, u kterého uživatel přímo pracuje. X server se může připojit k X display manageru běžícím na vzdáleném počítači, který po autentizaci uživatele zahájí sezení a umožní spouštění dalších programů, jejichž výstup je směrován na původní X server.

X server se může připojovat ke konkrétnímu display manageru, nebo zobrazit seznam možných počítačů s běžícími X display managery. Program XDMCP Chooser umožňuje uživateli vybrat, ke kterému se připojí.

## X Display Manager Control Protocol (XDMCP)
X Display Manager Control protocol používá UDP port 177. X server žádá display manager o zahájení sezení posláním Query paketu (dotaz). Pokud display manager povolí X serveru přístup, odpoví zasláním Willing paketu (X server může pro start sezení poslat BroadcastQuery nebo IndirectQuery).
X server se musí display manageru autentizovat, a tak pošle Request, který vrátí Accept. Jestliže Accept paket obsahuje odpověď, kterou X server očekával, je display manager autentizován. X server pošle Manage paket, aby informoval o úspěšném ověření. Poté display manager zobrazí přihlašovací obrazovku jako řádný X klient.
Během sezení může X server posílat v určitých intervalech KeepAlive pakety a pokud display manager neodpoví zasláním Alive paketu do určitého času, předpokládá X server, že display manager ukončil běh a že může ukončit spojení.
Velkou nevýhodou XDMCP protokolu je stejně jako u telnetu, malá bezpečnost při autentizaci. Proto je mnohem bezpečnější tunelovat XDMCP a X protocol pomocí ssh.

## Seznam dostupných display managerů
X Window System vydává XDM jako svůj standardní display manager. Existuje mnoho dalších implementací komerčních i jako svobodný software, které mohou poskytovat i další služby:
- XDM – základní X Window System Display Manager
- GDM – součást GNOME
- KDM – součást KDE; umožňuje uživateli graficky vybrat X window manager nebo desktopové prostředí
- dtlogin – CDE
- scologin – SCO Open Desktop; kontroluje vypršení hesla a vykonává některé administrátorské úlohy
- WINGs Display Manager – používá WINGs widget-set z Window Makeru
- entrance – používá architekturu z Enlightenmentu v.17
- SLiM – nezávislý na desktopovém prostředí